# Lista obecnych senatorów Stanów Zjednoczonych według klas
W każdej z klas senatorzy mają ten sam termin upływu kadencji (od tej generalnej zasady są małe wyjątki, związane z objęciem urzędu w trakcie trwania kadencji, w wyniku śmierci lub rezygnacji poprzednika), bowiem według amerykańskiej konstytucji co dwa lata wymieniana jest 1/3 składu Senatu, a kadencja senatora trwa sześć lat. Nazwy klas są całkowicie umowne – senator klasy pierwszej nie jest ani "lepszy", ani "gorszy" od senatora klasy drugiej lub trzeciej.
Ostatnia aktualizacja: 3 kwietnia 2025 r.
|                        | Klasa 1 | Klasa 2 | Klasa 3 | Suma               |
| ---------------------- | ------- | ------- | ------- | ------------------ |
| Partia Demokratyczna   | 17      | 13      | 15      | 45                 |
| Partia Republikańska   | 14      | 20      | 19      | 53 + Wiceprezydent |
| Senatorowie niezależni | 2       | 0       | 0       | 2                  |
| Ostatnie wybory        | 2024    | 2020    | 2022    |                    |
| Najbliższe wybory      | 2030    | 2026    | 2028    |                    |
| SUMA                   | 33      | 33      | 34      | 100                |

| Stan                | Klasa 1                | Klasa 2                  | Klasa 3                    |
| ------------------- | ---------------------- | ------------------------ | -------------------------- |
| Alabama             | –                      | Tommy Tuberville (R)     | Katie Britt (R)            |
| Alaska              | –                      | Dan Sullivan (R)         | Lisa Murkowski (R)         |
| Arizona             | Ruben Gallego (D)      | –                        | Mark Kelly (D)             |
| Arkansas            | –                      | Tom Cotton (R)           | John Boozman (R)           |
| Connecticut         | Chris Murphy (D)       | –                        | Richard Blumenthal (D)     |
| Dakota Południowa   | –                      | Mike Rounds (R)          | John Thune (R)             |
| Dakota Północna     | Kevin Cramer (R)       | –                        | John Hoeven (R)            |
| Delaware            | Tom Carper (D)         | Chris Coons (D)          | —                          |
| Floryda             | Rick Scott (R)         | –                        | Marco Rubio (R)            |
| Georgia             | –                      | Jon Ossoff (D)           | Raphael Warnock (D)        |
| Hawaje              | Mazie Hirono (D)       | –                        | Brian Schatz (D)           |
| Idaho               | –                      | Jim Risch (R)            | Mike Crapo (R)             |
| Illinois            | –                      | Dick Durbin (D)          | Tammy Duckworth (D)        |
| Indiana             | Mike Braun (R)         | –                        | Todd Young (R)             |
| Iowa                | –                      | Joni Ernst (R)           | Chuck Grassley (R)         |
| Kalifornia          | Adam Schiff (D)        | –                        | Alex Padilla (D)           |
| Kansas              | –                      | Roger Marshall (R)       | Jerry Moran (R)            |
| Karolina Południowa | –                      | Lindsey Graham (R)       | Tim Scott (R)              |
| Karolina Północna   | –                      | Thom Tillis (R)          | Ted Budd (R)               |
| Kentucky            | –                      | Mitch McConnell (R)      | Rand Paul (R)              |
| Kolorado            | –                      | John Hickenlooper (D)    | Michael Bennet (D)         |
| Luizjana            | –                      | Bill Cassidy (R)         | John Neely Kennedy (R)     |
| Maine               | Angus King (N)         | Susan Collins (R)        | —                          |
| Maryland            | Ben Cardin (D)         | –                        | Chris Van Hollen (D)       |
| Massachusetts       | Elizabeth Warren (D)   | Ed Markey (D)            | —                          |
| Michigan            | Debbie Stabenow (D)    | Gary Peters (D)          | —                          |
| Minnesota           | Amy Klobuchar (D)      | Tina Smith (D)           | —                          |
| Missisipi           | Roger Wicker (R)       | Cindy Hyde-Smith (R)     | —                          |
| Missouri            | Josh Hawley (R)        | –                        | Eric Schmitt               |
| Montana             | Tim Sheehy (R)         | Steve Daines (R)         | —                          |
| Nebraska            | Deb Fischer (R)        | Pete Ricketts (R)        | —                          |
| Nevada              | Jacky Rosen (D)        | –                        | Catherine Cortez Masto (D) |
| New Hampshire       | –                      | Jeanne Shaheen (D)       | Maggie Hassan (D)          |
| New Jersey          | Bob Menendez (D)       | Cory Booker (D)          | —                          |
| Nowy Jork           | Kirsten Gillibrand (D) | –                        | Chuck Schumer (D)          |
| Nowy Meksyk         | Martin Heinrich (D)    | Ben Ray Luján (D)        | —                          |
| Ohio                | Bernie Moreno (R)      | –                        | Jon Husted (R)             |
| Oklahoma            | –                      | Markwayne Mullin (R)     | James Lankford (R)         |
| Oregon              | –                      | Jeff Merkley (D)         | Ron Wyden (D)              |
| Pensylwania         | Bob Casey Jr. (D)      | –                        | John Fetterman (D)         |
| Rhode Island        | Sheldon Whitehouse (D) | Jack Reed (D)            | —                          |
| Teksas              | Ted Cruz (R)           | John Cornyn (R)          | —                          |
| Tennessee           | Marsha Blackburn (R)   | Bill Hagerty (R)         | —                          |
| Utah                | Mitt Romney (R)        | –                        | Mike Lee (R)               |
| Vermont             | Bernie Sanders (N)     | –                        | Peter Welch (D)            |
| Waszyngton          | Maria Cantwell (D)     | –                        | Patty Murray (D)           |
| Wirginia            | Tim Kaine (D)          | Mark Warner (D)          | —                          |
| Wirginia Zachodnia  | Jim Justice (R)        | Shelley Moore Capito (R) | —                          |
| Wisconsin           | Tammy Baldwin (D)      | –                        | Ron Johnson (R)            |
| Wyoming             | John Barrasso (R)      | Cynthia Lummis (R)       | —                          |